# Lingbao Pai

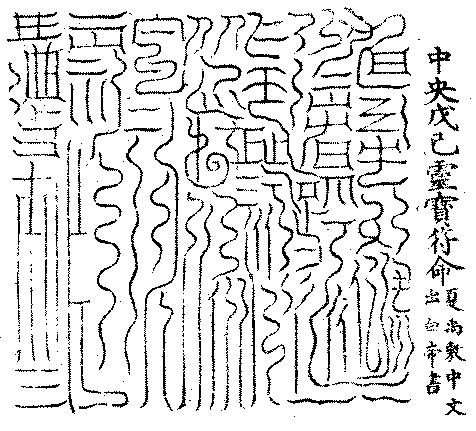
Lingbao-Talisman

Die Lingbao-Schule (chinesisch 靈寶派 / 灵宝派, Pinyin Lingbao Pai – „Schule des heiligen Juwels oder Schule des göttlichen Schatzes“) ist eine Schule des Daoismus, die ab dem 4. Jahrhundert entstand. Die Schule bezieht sich auf das Lingbao Jing, eine Gruppe von ca. 40 Texten. Die Texte des Lingbao wurden als Offenbarungen des Himmels angesehen, die nur Heiligen zugänglich waren.
Lu Xiujing (406–477), ursprünglich der Himmelsmeister-Schule angehörig, systematisierte die Lingbao-Schriften und gab ihnen eine neue Form als Korpus. Er verbreitete die Ansicht, die Lingbao-Schriften seien die ehrwürdigsten Schriften des Daoismus.
In der Lingbao-Schule wurden die Rituale der Himmelsmeister in komplexen Formen erneuert und die Rezitation von Texten als Liturgie bekam eine bedeutende Stellung, während der meditierende Adept nahezu verschwand. Die Lingbao-Schule war im mittelalterlichen Daoismus besonders bedeutend und ihre daoistischen Rituale und Liturgien wurden bis in die heutige Zeit überliefert und prägen annähernd alle daoistischen Riten.
Die Lehren der Lingbao-Schule gehen bis auf die Fangshi zurück und sind stark vom Mahayana-Buddhismus geprägt. Von diesem wurde ein universelles Heilsziel übernommen sowie Lehren von Karma, Reinkarnation und Kalpas. Trotzdem findet man im Lingbao nur eine oberflächliche Kenntnis des Buddhismus. Gleichfalls beziehen die Lehren der Lingbao-Schule sich auf Ge Xuan und dessen Enkel, den berühmten Alchemisten Ge Hong. Andere Einflüsse sind die des Shangqing-Daoismus und des Himmelsmeister-Daoismus. Zudem wurden im Lingbao auch die konfuzianischen Tugenden geachtet.

## Lehren
Die ältesten Lehren der Lingbao-Schule beziehen sich auf die Fünf Wandlungsphasen und die fünf Herrscher der fünf Himmelsrichtungen. Spätere Lehren sind buddhistisch beeinflusst, wie z. B. die Lehre von den Kalpas, die im Lingbao als besonders bedeutend angesehen werden. In den Lingbao-Texten werden vergangene Kalpas ausführlich beschrieben, und es wird eschatologisch vom gewaltsamen Ende eines Weltzeitalters berichtet, nach dem die Lingbao-Schriften enthüllt werden und alle anderen religiösen Lehren verschwinden.
Die Lingbao-Schule sah ihre Texte als Talismane an. Die Texte galten als heilige göttliche Offenbarungen, was ihren talismanischen Charakter erklärt. Die Lingbao-Schriften handeln u. a. von einer komplexen Kosmologie, die auf frühere daoistische und buddhistische Schriften zurückgeht. Gleich bestimmter buddhistischer Schriften die vom Berg Meru und den ihn umgebenden Sphären handeln, sprechen die Lingbao-Schriften von 32 Himmeln, die den Jadehauptstadt-Berg (Yujingshan) umgeben. Die 32 Himmel sind in drei Bereiche des Verlangens, der Form und der Formlosigkeit eingeteilt und in Gruppen von jeweils 8 Himmeln, die den Himmelsrichtungen entsprechen. Diese Himmel werden von himmlischen Herrschern regiert und in ihnen leben die aus früheren Zeitaltern stammenden Himmlischen Vollkommenen (Zhutian Zhenren).
Das Pantheon der Lingbao-Schule stellt, wie in anderen daoistischen Schulen auch, eine himmlische Bürokratie dar.
Eine der wichtigsten Gottheiten ist der Himmelsehrwürdige des Uranfangs (Yuanshi Tianzun).
Er symbolisiert den ursprünglichen Anfang des Kosmos, d. h., er selbst entstammt der kosmischen Leere und gilt als Schöpfer. Er ist der Ursprung aller heiligen Lingbao-Schriften, die mit diesem Gott zusammenhängen.
Eine andere bedeutende Gottheit der Lingbao-Schule ist der Taishang Daojun, der Gott des Dao. Er gilt als Schüler, Sprecher und Botschafter des Himmelsehrwürdigen des Uranfangs. Er wird gleichfalls mit der Offenbarung heiliger Texte verbunden.
Gottheiten, die im Körper existieren, entsprechen Göttern der Himmelsmeister und der Shangqing-Schule.
Die Praktiken der Lingbao-Schule bestanden neben den Ritualen aus Gebeten, Bannungen, Befehlen und Rezitation der Texte.